# Volta ao Alentejo 2009
La Volta ao Alentejo 2009, ventisettesima edizione della corsa, si svolse dal 1º al 5 aprile su un percorso di 722 km ripartiti in 5 tappe, con partenza a Vila Nova de Milfontes e arrivo a Évora. Fu vinta dal francese Maxime Bouet della Agritubel davanti allo spagnolo Héctor Guerra e all'ucraino Vitaliy Kondrut.

## Tappe
| Tappa  | Data      | Percorso                         | km    | Vincitore di tappa | Leader cl. generale |
| ------ | --------- | -------------------------------- | ----- | ------------------ | ------------------- |
| 1ª     | 1º aprile | Vila Nova de Milfontes > Odemira | 159   | Maxime Bouet       | Maxime Bouet        |
| 2ª     | 2 aprile  | Ferreira do Alentejo > Montemor  | 209,9 | Filipe Cardoso     | Maxime Bouet        |
| 3ª     | 3 aprile  | Beja > Beja                      | 19    | Héctor Guerra      | Héctor Guerra       |
| 4ª     | 4 aprile  | Alter do Chão > Nisa             | 164,7 | Cândido Barbosa    | Héctor Guerra       |
| 5ª     | 5 aprile  | Vendas Novas > Évora             | 169,4 | Cândido Barbosa    | Maxime Bouet        |
| Totale | Totale    | Totale                           | 722   |                    |                     |

## Dettagli delle tappe

### 1ª tappa
- 1º aprile: Vila Nova de Milfontes > Odemira – 159 km

| Pos. | Corridore          | Squadra     | Tempo    |
| ---- | ------------------ | ----------- | -------- |
| 1    | Maxime Bouet       | Agritubel   | 3h31'41" |
| 2    | Glen Alan Chadwick | Rock Racing | s.t.     |
| 3    | Vitaliy Kondrut    | ISD-Neri    | s.t.     |

| Pos. | Corridore          | Squadra     | Tempo    |
| ---- | ------------------ | ----------- | -------- |
| 1    | Maxime Bouet       | Agritubel   | 3h31'28" |
| 2    | Glen Alan Chadwick | Rock Racing | a 5"     |
| 3    | Vitaliy Kondrut    | ISD-Neri    | a 8"     |

### 2ª tappa
- 2 aprile: Ferreira do Alentejo > Montemor – 209,9 km

| Pos. | Corridore              | Squadra                  | Tempo    |
| ---- | ---------------------- | ------------------------ | -------- |
| 1    | Filipe Cardoso         | Liberty Seguros          | 5h24'19" |
| 2    | César Antunes Quiterio | Centro Ciclismo de Loulé | s.t.     |
| 3    | Bruno Antero Lima      | Madeinox Boavista        | s.t.     |

| Pos. | Corridore          | Squadra     | Tempo    |
| ---- | ------------------ | ----------- | -------- |
| 1    | Maxime Bouet       | Agritubel   | 8h55'47" |
| 2    | Glen Alan Chadwick | Rock Racing | a 5"     |
| 3    | Vitaliy Kondrut    | ISD-Neri    | a 8"     |

### 3ª tappa
- 3 aprile: Beja > Beja – 19 km

| Pos. | Corridore         | Squadra                  | Tempo  |
| ---- | ----------------- | ------------------------ | ------ |
| 1    | Héctor Guerra     | Liberty Seguros          | 24'05" |
| 2    | Christophe Moreau | Agritubel                | a 18"  |
| 3    | Timofey Kritskiy  | Katusha Continental Team | a 23"  |

| Pos. | Corridore       | Squadra         | Tempo    |
| ---- | --------------- | --------------- | -------- |
| 1    | Héctor Guerra   | Liberty Seguros | 9h20'39" |
| 2    | Vitaliy Kondrut | ISD-Neri        | a 2"     |
| 3    | Maxime Bouet    | Agritubel       | a 3"     |

### 4ª tappa
- 4 aprile: Alter do Chão > Nisa – 164,7 km

| Pos. | Corridore         | Squadra           | Tempo    |
| ---- | ----------------- | ----------------- | -------- |
| 1    | Cândido Barbosa   | Palmeiras Resort  | 4h09'17" |
| 2    | Danail Petrov     | Madeinox Boavista | s.t.     |
| 3    | Francisco Mancebo | Rock Racing       | s.t.     |

| Pos. | Corridore       | Squadra         | Tempo     |
| ---- | --------------- | --------------- | --------- |
| 1    | Héctor Guerra   | Liberty Seguros | 13h29'56" |
| 2    | Vitaliy Kondrut | ISD-Neri        | a 2"      |
| 3    | Maxime Bouet    | Agritubel       | a 3"      |

### 5ª tappa
- 5 aprile: Vendas Novas > Évora – 169,4 km

| Pos. | Corridore              | Squadra                  | Tempo    |
| ---- | ---------------------- | ------------------------ | -------- |
| 1    | Cândido Barbosa        | Palmeiras Resort         | 3h50'54" |
| 2    | César Antunes Quiterio | Centro Ciclismo de Loulé | s.t.     |
| 3    | Maxime Bouet           | Agritubel                | s.t.     |

| Pos. | Corridore       | Squadra         | Tempo     |
| ---- | --------------- | --------------- | --------- |
| 1    | Maxime Bouet    | Agritubel       | 17h20'49" |
| 2    | Héctor Guerra   | Liberty Seguros | a 1"      |
| 3    | Vitaliy Kondrut | ISD-Neri        | a 8"      |

## Classifiche finali

### Classifica generale
| Pos. | Corridore          | Squadra                 | Tempo     |
| ---- | ------------------ | ----------------------- | --------- |
| 1    | Maxime Bouet       | Agritubel               | 17h20'49" |
| 2    | Héctor Guerra      | Liberty Seguros         | a 1"      |
| 3    | Vitaliy Kondrut    | ISD-Neri                | a 8"      |
| 4    | Christophe Moreau  | Agritubel               | a 24"     |
| 5    | Glen Alan Chadwick | Rock Racing             | a 25"     |
| 6    | Tiago Machado      | Madeinox Boavista       | a 31"     |
| 7    | Alejandro Marque   | Palmeiras Resort-Tavira | a 38"     |
| 8    | Cândido Barbosa    | Palmeiras Resort-Tavira | a 42"     |
| 9    | David Blanco       | Palmeiras Resort-Tavira | s.t.      |
| 10   | Denys Kostyuk      | ISD-Neri                | a 45"     |